# Lito (fotbalista, 1956)
Lito, vlastním jménem José Eldon de Araújo Lobo Junior (* 10. srpna 1956, Luanda) je bývalý portugalský fotbalista, záložník. 

## Fotbalová kariéra
Portugalskou ligu hrál za Vitórii Setúbal, SC Braga a Sporting Lisabon, nastoupil ve 251 ligových utkáních a dal 45 ligových gólů. V letech 1980 a 1982 získal se Sportingem Lisabom mistrovský titul a v roce 1982 i portugalský pohár. V Poháru mistrů evropských zemí nastoupil v 7 utkáních a v Poháru UEFA nastoupil ve 13 utkáních a dal 1 gól. Za portugalskou reprezentaci nastoupil v roce 1983 ve 2 utkáních. 

## Ligová bilance
| Ročník                        | Zápasy | Góly | Klub             |
| ----------------------------- | ------ | ---- | ---------------- |
| 1. portugalská liga 1974/1975 | 3      | 2    | Vitória Setúbal  |
| 1. portugalská liga 1975/1976 | 28     | 4    | Vitória Setúbal  |
| 1. portugalská liga 1976/1977 | 22     | 2    | Vitória Setúbal  |
| 1. portugalská liga 1977/1978 | 30     | 6    | SC Braga         |
| 1. portugalská liga 1978/1979 | 26     | 11   | SC Braga         |
| 1. portugalská liga 1979/1980 | 13     | 1    | Sporting Lisabon |
| 1. portugalská liga 1980/1981 | 23     | 3    | Sporting Lisabon |
| 1. portugalská liga 1981/1982 | 13     | 2    | Sporting Lisabon |
| 1. portugalská liga 1982/1983 | 29     | 7    | Sporting Lisabon |
| 1. portugalská liga 1983/1984 | 23     | 3    | Sporting Lisabon |
| 1. portugalská liga 1984/1985 | 28     | 1    | Sporting Lisabon |
| 1. portugalská liga 1985/1986 | 13     | 3    | SC Braga         |
| CELKEM 1. portugalská liga    | 251    | 45   |                  |